# Seneren
Seneren is een bestuurslaag in het regentschap Gayo Lues van de provincie Atjeh, Indonesië. Seneren telt 282 inwoners (volkstelling 2010).